# Isabella Somerset
Isabella Caroline Somerset, Lady Henry Somerset, född 1851, död 1921, var en brittisk feminist.
Hon var ordförande för  British Women's Temperance Association (BWTA) 1890–1906. 